# Maiko Nasu
Maiko Nasu (那須 麻衣子, Nasu Maiko, Nabari, 31 juli 1984) is een Japans voormalig voetbalster.

## Carrière

### Clubcarrière
Nasu speelde voor Iga FC Kunoichi en INAC Kobe Leonessa. In 2016 beëindigde zij haar carrière als voetbalster.

### Interlandcarrière
Nasu nam met het Japans nationale elftal O20 deel aan het WK onder 19 in 2002.
Nasu maakte op 1 augustus 2009 haar debuut in het Japans vrouwenvoetbalelftal tijdens een vriendschappelijke wedstrijd tegen Frankrijk. Ze heeft drie interlands voor het Japanse vrouwenelftal gespeeld.

## Statistieken
| Japans vrouwenvoetbalelftal | Japans vrouwenvoetbalelftal | Japans vrouwenvoetbalelftal |
| Jaar                        | Wed.                        | Dlp.                        |
| --------------------------- | --------------------------- | --------------------------- |
| 2009                        | 2                           | 0                           |
| 2010                        | 0                           | 0                           |
| 2011                        | 1                           | 0                           |
| Totaal                      | 3                           | 0                           |